# Il negoziatore (film)
Il negoziatore (The Negotiator) è un film del 1998 diretto da F. Gary Gray, e interpretato da Kevin Spacey e Samuel L. Jackson

## Trama
Danny Roman, il miglior negoziatore di Chicago in casi di rapimento, si ritrova vittima di un complotto: una serie di accuse di omicidio e di malversazione nel gestire i fondi pensione della polizia sembrano inchiodarlo senza alcuna via di scampo. Nella speranza di dimostrare la propria innocenza, Danny decide di entrare nel quartier generale del Dipartimento per gli Affari Interni e prendere in ostaggio il personale dell'ufficio. Ribalta così il suo ruolo da negoziatore a sequestratore nel tentativo di capire chi lo sta incastrando e si trova faccia a faccia con Chris Sabian, un altro brillante negoziatore di Chicago da lui stesso chiamato, con cui aveva lavorato qualche tempo prima. Adesso spetta a Chris capire i motivi che hanno spinto Danny ad agire in quel modo estremo.

## Colonna sonora
È uscito il CD The Negotiator, con la colonna sonora del film, edizione Restless Records, distribuzione BMG.

## Produzione
Il film ha incassato 44484065 $ negli Stati Uniti e 4,4 milioni di dollari nel resto del mondo contro i 50 milioni di dollari stimati nelle spese per produrlo.